# Flughafentunnel (Köln)
Der Flughafentunnel ist ein 4210 m langer Eisenbahntunnel der Flughafenschleife Köln. Er unterquert den Flughafen Köln/Bonn und trägt daher seinen Namen.

## Verlauf

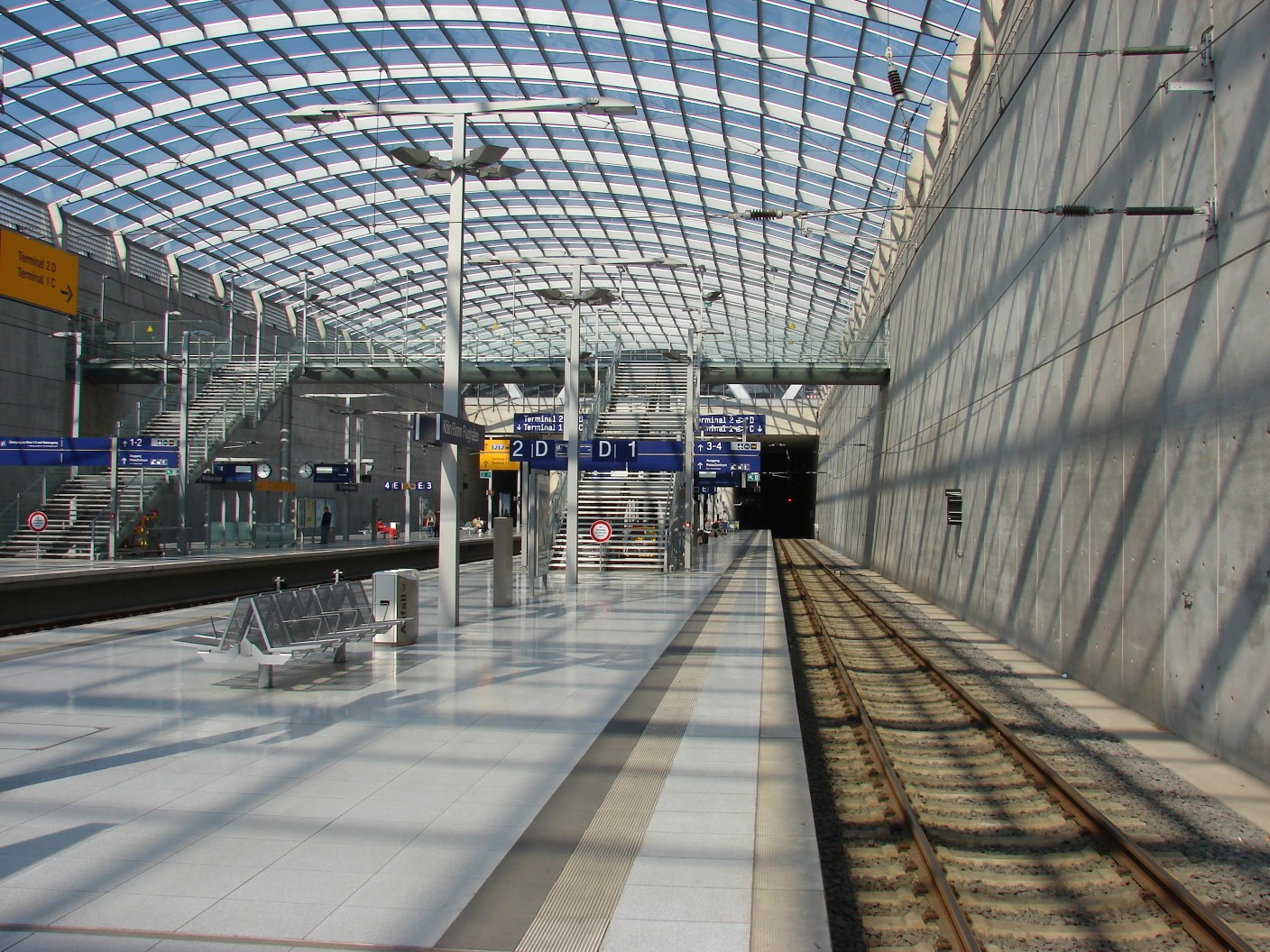
Der Flughafenbahnhof liegt etwa in der Mitte des Tunnels.

Das Bauwerk unterquert das Naturschutzgebiet Wahner Heide und das Flughafengelände. Im Bereich des Südportals wird die Bundesautobahn 59 unterfahren. Etwa in der Mitte des Tunnels liegt der 420 m lange Flughafenbahnhof Köln/Bonn. Der zweigleisige Flughafentunnel wird am Übergang zum Bahnhof beidseitig auf vier Gleise aufgeweitet.
Das Nordportal des Tunnels liegt am Grengeler Mauspfad.
Der Tunnel nimmt zwei Gleise auf, die im Portalbereich mit 130 km/h und im Mittelabschnitt (Bahnhofsbereich) mit 80 km/h befahren werden können.

## Geschichte

### Planung
Die im Planungsstand von Anfang 1992 vorgesehene Trasse sah das Nordportal in der Nähe des nördlichsten Punktes der Schleife vor, in einem Bogen von 475 m Kurvenradius – dem geringsten der gesamten Flughafenschleife. An den Flughafenbahnhof schloss sich dabei ein Bogen von 800 m Radius an, auf den ein entgegengesetzter Bogen von 1200 m mit dem Südportal folgte.
Nach dem Planungsstand von Ende 1995 war der Tunnel mit einer Länge 3331 m geplant. 1996 wurde der Tunnel, bei geschätzten Mehrkosten von 30 Millionen DM, um weitere 900 m verlängert. Damit wurde das Naturschutzgebiet Wahner Heide vollständig unterirdisch durchquert.
Die Unterlagen für das Planfeststellungsverfahren wurden 1996 eingereicht. Der Planfeststellungsbeschluss erging im ersten Halbjahr 1998. 1999 lag die geplante Länge bei 4210 m.

### Bau
Das Bauwerk wurde komplett in offener Bauweise errichtet. In weiten Teilen kam eine Rahmenbauweise zur Anwendung.
Stellenweise wurde aufgrund geringer Überdeckung und enger Bebauung auch auf eine Deckelbauweise zurückgegriffen.
Im September 2001 waren zwei Teilstücke nördlich und südlich des Bahnhofs, mit einer Gesamtlänge von 3350 m im Bau.
Während der Bauphase drohte ein Fahrstreifen der Bundesautobahn 59 abzusinken und wurde vorübergehend gesperrt.

### Inbetriebnahme
Das Bauwerk wird seit 12. Juni 2004 von S-Bahnen sowie Regional- und ICE-Zügen befahren.